# Pareuxoa chubutensis
Pareuxoa chubutensis är en fjärilsart som beskrevs av Köhler 1961. Pareuxoa chubutensis ingår i släktet Pareuxoa och familjen nattflyn. Inga underarter finns listade i Catalogue of Life.